# Natalia Barbu

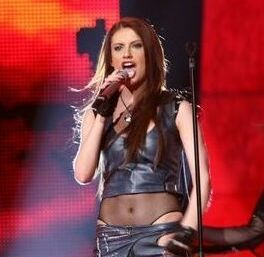
Natalia Barbu, interpretând piesa Fight la Eurovision 2007, în Helsinki

Natalia Barbu (n. 22 august 1979, Bălți, RSS Moldovenească, URSS) este o cântăreață de rock și pop din Republica Moldova. Ea a reprezentat Republica Moldova la Concursul Muzical Eurovision 2007, cu piesa Fight!, clasându-se pe locul 10. De asemenea, ea a reprezentat țara la Concursul Muzical Eurovision 2024, cu piesa In the Middle, după ce a câștigat Etapa Națională din același an.

## Biografie Barbu
Natalia Barbu este fiica interpretei de muzică populară, romanțe și de estradă Ana Barbu. În cariera sa, Natalia a lucrat cu formația Trigon într-un experiment jazz-folk de muzică alternativă. Natalia Barbu este cantautoare, compunându-și singură versurile pentru majoritatea pieselor sale. În 2006, Natalia a semnat un contract pe 3 ani cu casa de discuri Cat Music Records (Sony Music) din România.
Printre cele mai mari succese ale sale este lansarea single-ului "Îngerul meu" în România. Piesa s-a aflat pe poziția Nr. 1 în Romanian Top 100 pe o durată de 11 săptămâni, fiind mult mediatizată la MTV România.
Pe 14 decembrie 2006, Natalia Barbu a câștigat preselecția națională pentru concursul muzical Eurovision 2007 cu piesa Fight. La concurs ea s-a calificat din semifinala din 10 mai 2007, în finala care a avut loc pe 12 mai 2007, clasându-se pe poziția a 10-a, cu un total de 109 puncte.
În 2012, ea a început colaborarea cu producătorul muzical Radu Sîrbu și compozitoarea Ana Sîrbu (Sianna) sub labelul Rassada Music. La sfârșitul verii Natalia a prezentat noua sa piesă, I Said It’s Sad, care conform spuselor sale e un schimb major de stil pentru ea. Noua piesă a ajuns pe poziția #1 în Top 10 Airplay Moldova. Mai târziu în 2012, ea a lansat Iubire cu aromă de cafea, și Confession, cu care a participat la preselecția națională pentru Eurovision 2013.
În decembrie 2015 Natalia Barbu a fost desemnată drept cea mai sexy femeie în viață din Republica Moldova într-un clasament realizat de revista americană „Esquire”.

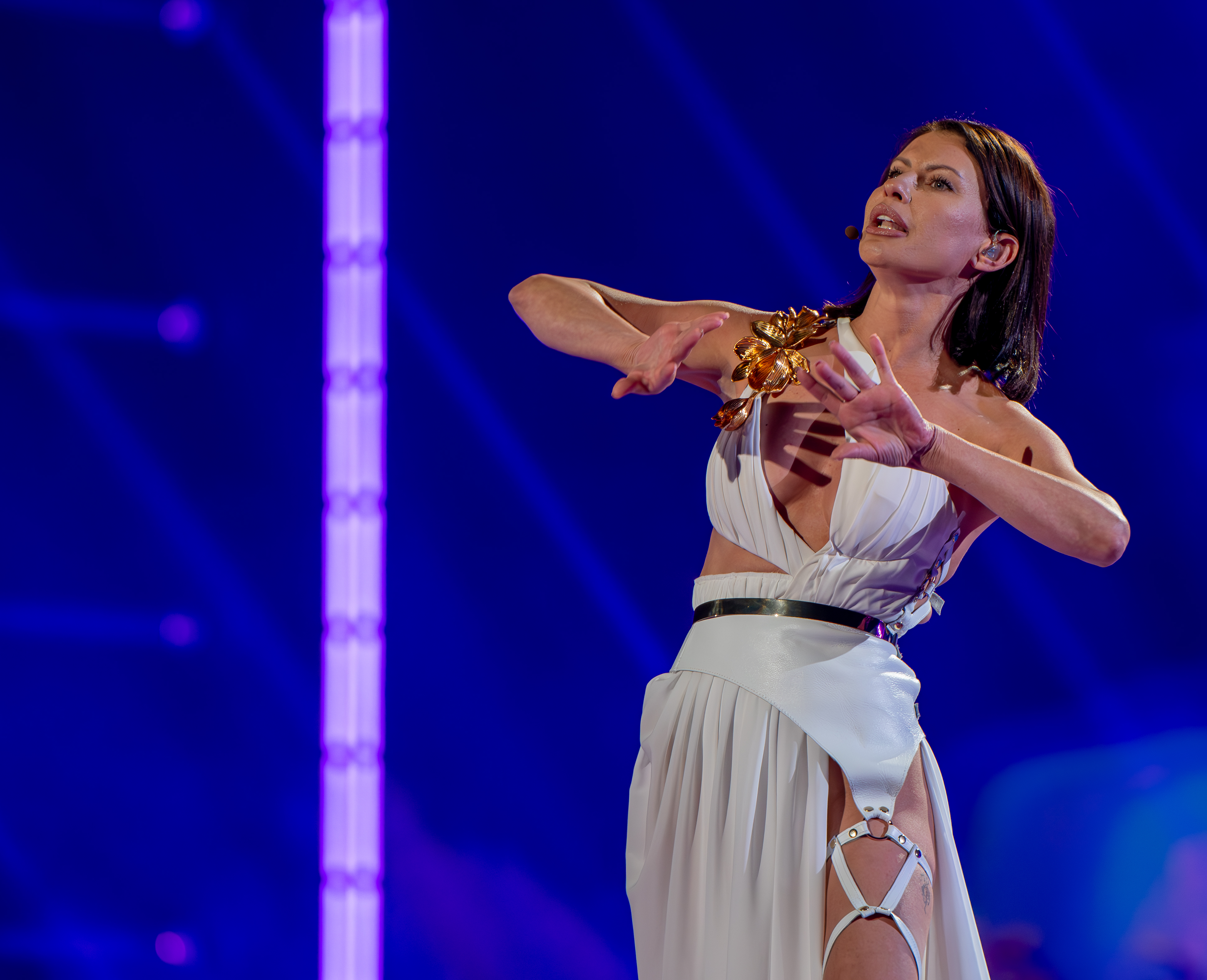
ESC 2024

În 2024, ea a reprezentat țara pentru a doua oară la Concursul Muzical Eurovision 2024, după ce a câștigat Etapa Națională cu piesa In the Middle.

## Discografie
Albume
- Între ieri și azi (2001)
- Zbor De Dor (2003)
- Fight - Best of Natalia Barbu (2009)
- Sunt fată de măritat (2009; muzică populară)

Single-uri
- "Îngerul meu" (2006)
- Fight (2007) la Eurovision 2007
- I feel so good
- Wanna Live My Life
- Do that thing
- I Said it's Sad (2012)
- Iubire cu aromă de cafea (2012)
- Confession (2013)
- Bashesbicis (2022)

## Interviu
Natalia Barbu a oferit un interviu pentru Wikipedia: listenⓘ en 

#### Despre
- Вита Соловьева: Горизонт Натальи Барбу. Новое Время (Кишинев),2000